# Von Innhausen und Kniphausen

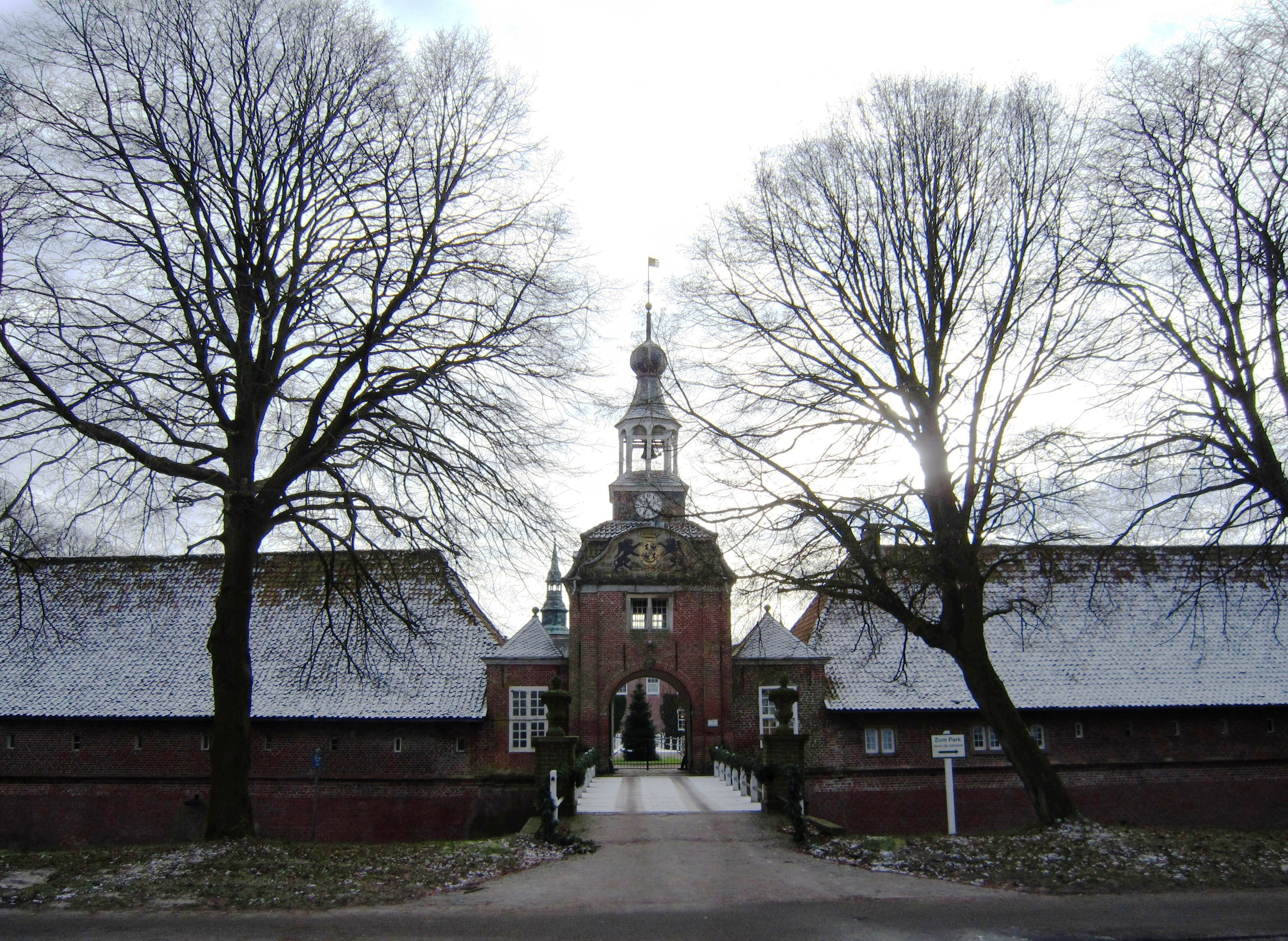
Kasteel Lütetsburg

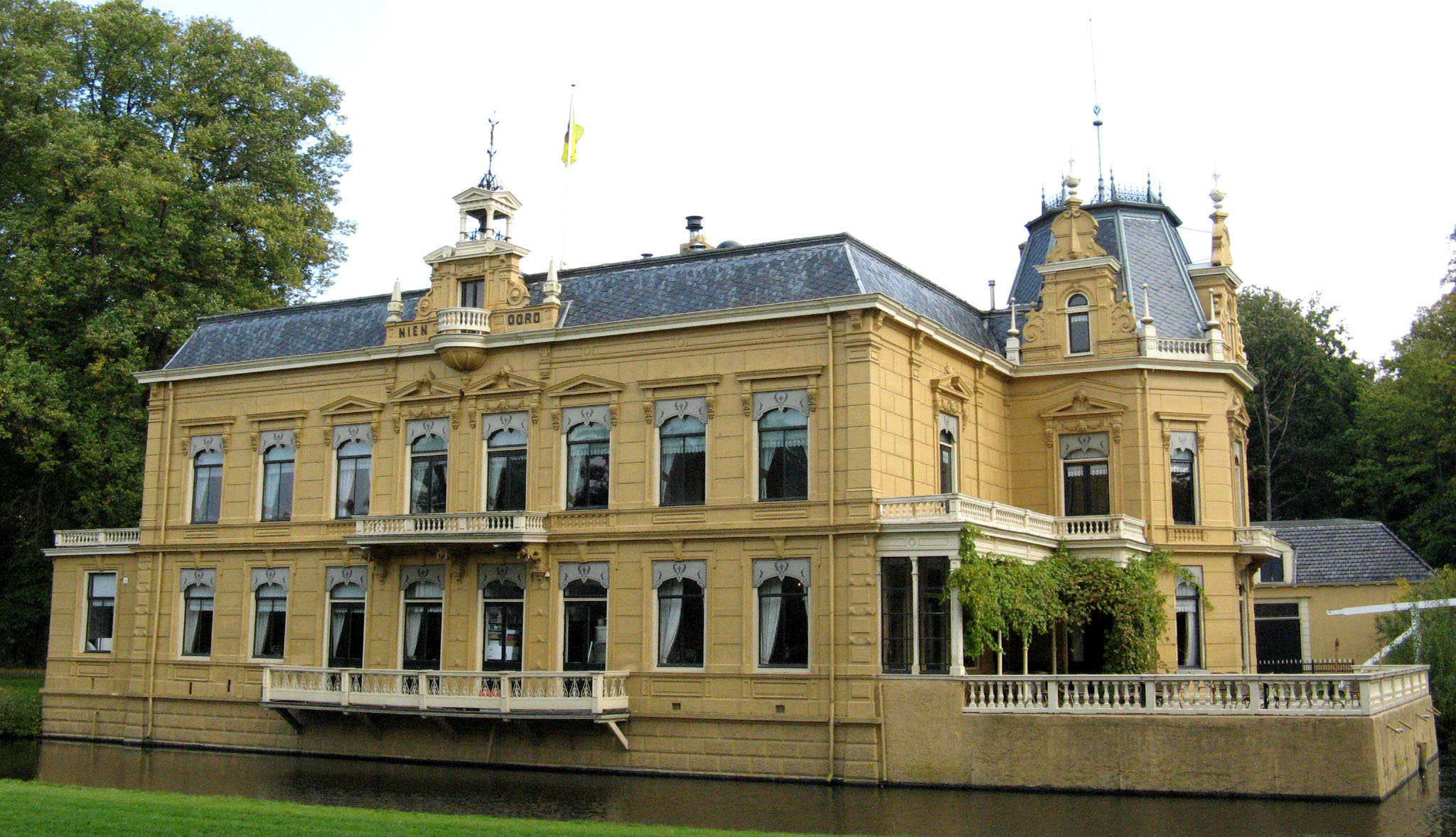
Zijaanzicht van de borg Nienoord

Von Innhausen und Kniphausen (Duits: Von/Zu Innhausen und Knyphausen) is een oud-adellijk geslacht uit Oost-Friesland waarvan leden sinds 1814 tot de Nederlandse adel behoren (welke tak in 1884 is uitgestorven) en waarvan nog bloeiende takken tot de Duitse adel behoren.

## Geschiedenis
De stamreeks begint met Grote Onneken die in Sengwarden woonde en voor 6 april 1409 overleed. Zijn kleinzoon Aylke Ike Onnekenzn (†1474) was vanaf 1449 hoofdeling te Innhausen. Een zoon van de laatste, Folef to Inhusen (†1531) maakte aanspraken op Kniphausen na het overlijden van zijn neef Ike Onken. Daarna was kasteel Knyphausen enige generaties lang in het geslacht.
In 1581 trouwde een kleinzoon van Folef, Wilhelm (1557-1631) die in 1588 was verheven tot des H.R.Rijksvrijheer, met Hyma Manninga (1563-1630), erfdochter van heerlijkheid en Kasteel Lütetsburg. Deze bleven in de inmiddels naar de Nederlanden getrokken tak (waaruit de Nederlands adellijke tak voortkomt) tot 1677 toen bij keizerlijk vonnis deze werden toegewezen aan de oudere tak, stamvaders van de nog bloeiende Duitse takken; kasteel en heerlijkheid zijn nog immer in hun bezit.
In de 17e eeuw kwam het geslacht door huwelijk in bezit van Nienoord; dit huis zou tot de laatste Nederlandse telg, tot 1884, in het bezit van de familie blijven. Anna van Ewsum (1640-1714), vrouwe van Nienoord, liet in de kerk van Midwolde voor haar echtgenoot (en voor zichzelf) het praalgraf van Van In- en Kniphuisen oprichten.

### Nederlandse tak
Bij Souverein Besluit van 28 augustus 1814 werden twee broers benoemd in de ridderschap van Groningen; voor hen werd in 1819 de titel van baron op allen gehomologeerd. Met een zoon van een van hen, mr. Ferdinand Folef baron von Inn- und Kniphausen (1804-1884), stierf de Nederlandse tak in 1884 uit.

### Duitse takken
In 1694 werd een lid van het geslacht verheven tot des H.R.Rijksgraaf. In 1816 werd een nazaat verheven tot Hannovers graaf. Bij Koninklijk Besluit van koning Wilhelm II van Pruisen werd Edzard (1827-1908) verheven tot vorst bij eerstgeboorte met het predicaat Durchlaucht; deze tak is inmiddels in mannelijke lijn in 1978 uitgestorven.

## Enkele telgen
Hendrik Ferdinand des H.R. Rijksvrijheer von Inn- und Kniphausen, heer van Ulrum c.a. (1666-1716), onder andere lid van Gedeputeerde Staten van Groningen
- Hans Caspar des H.R. Rijksvrijheer von Inn- und Kniphausen, heer van Ulrum c.a. (1698-1741), onder andere Gedeputeerde ter Staten-Generaal
  - Ferdinand Folef des H.R. Rijksvrijheer von Inn- und Kniphausen, heer van Ulrum en Nienoord (1735-1795), onder andere lid van Gedeputeerde Staten van Groningen
    - Mr. Hans Caspar baron von Inn- und Kniphausen, heer van Nienoord en Vredewold (1777-1842), onder andere lid van Gedeputeerde Staten van Groningen
      - Mr. Ferdinand Folef baron von Inn- und Kniphausen, heer van Nienoord (1804-1884), kapitein schutterij, burgemeester, bewoner van Nienoord, laatste telg van het Nederlandse adellijke geslacht

Andere leden:
- Dodo zu Innhausen und Knyphausen (1583-1636), militair die aan Zweedse zijde vocht in de Dertigjarige Oorlog.
- Wilhelm von Knyphausen (1716-1800), militair die aan Britse zijde vocht in de Amerikaanse Onafhankelijkheidsoorlog.